# Étienne-Joseph Floquet
Étienne-Joseph Floquet (Ais de Provença, 23 de novembre de 1750 - París, 10 de maig de 1785) fou un compositor francès del Classicisme.
Dotat d'una extraordinària facilitat i precocitat per a la música, als onze anys ja es donà a conèixer en la seva ciutat natal per un motet, i només en tenia vint-i-tres quan estrenà en l'Acadèmia Reial de Música de París l'òpera-ball L'union de l'amour et des arts, el sorollós èxit del qual feu cèlebre a l'autor. Algun temps després viatjà cap Itàlia amb l'objecte de perfeccionar els seus estudis i al seu retorn a París el 1779 feu representar l'òpera Helle. Es diu que morí a conseqüència del disgust que li produí la fredor amb la que fou rebuda en els assajos l'òpera Alceste, amb la que pretenia eclipsar la de Gluck, estrenada poc temps abans.
Entre les seves obres restants, cal mencionar:
- Azolan (1780);
- Le seigneur bienfaisant (1780);
- La nouvelle omphale (1781).